# 多齐·伊什特万
多齐·伊什特万（匈牙利語：Dóczi István，1965年1月8日—），匈牙利男子水球运动员。他曾代表匈牙利国家队参加1992年夏季奥林匹克运动会水球比赛，结果队伍获得第六名。